# In mora
In mora ('i fördröjning') är en latinsk fras inom romersk rätt som innebär att uppsåtligen fördröja fullföljandet av en juridiskt bindande förpliktelse (obligatio), vilket också kallas default från engelskan. En person kan exempelvis vara in mora om personen inte förmår återbetala en skuld i tid, eller inte är närvarande vid rättegång. I den romerska rättens striktaste mening är personen in mora endast om det föreligger culpa, oaktsamhet, men i modernt språkbruk görs sällan en strikt åtskillnad mot fall som stått bortom personens kontroll (jämför mens rea). Att försätta sig in mora är att utsätta sig för konsevenshandlingar som antingen framgår av avtalet som bryts eller som framgår av den aktuella lagstiftningen (dock får inte avtalet bryta mot lagen). Den fordrande måste då först göra en fordran innan konsekvenshandlingarna verkställs.
Mora accipiendei eller mora creditoris innebär dröjsmål med fullgörande av säljarens förpliktelser och mora solvendi eller mora debitoris dröjsmål med fullgörande av betalning.
Morant kallas den som gör sig skyldig till mora. Moraränta är uppskovs- eller överränta.